# کارل گوتهارد لانگانس
 کارل هارد لانگانس (انگلیسی: Carl Gotthard Langhans؛ ۱۵ دسامبر ۱۷۳۲ – ۱ اکتبر ۱۸۰۸) یک معمار اهل آلمان بود.